# Consonante eiettiva
Le consonanti eiettive (o glottidalizzate) sono consonanti non polmonari pronunciate con la chiusura contemporanea della glottide. Le eiettive si trovano in circa il 20% delle lingue del mondo.
Tra le famiglie linguistiche che fanno uso di consonanti eiettive si contano:
- tutte e tre le famiglie caucasiche (abcazo-adighè, nakho-daghestano e cartvelico);
- le famiglie athabaska, siouan e salishan del Nord America, insieme a tante famiglie del Pacifico nord-ovest, dal centro della California alla Columbia Britannica;
- le famiglie maya e aymara;
- la varietà meridionale della quechua (qusqu-qullaw);
- la famiglia afro-asiatica, in particolare la maggior parte delle lingue cuscitiche e omotiche, hausa e le lingue semitiche del sud come amarico e tigrino, e qualche lingua nilo-sahariana;
- le lingue sandawe, hadza, e la famiglia khoisan dell'Africa australe.

Nell'alfabeto fonetico internazionale, le eiettive sono indicate modificando con un apostrofo ʼ le corrispondenti non eiettive.

## Tipi di eiettive
| Simbolo IPA | Corrispondente non eiettiva | Nome                                  | Audio     |
| ----------- | --------------------------- | ------------------------------------- | --------- |
| [ pʼ ]      | p                           | eiettiva bilabiale                    | Ascolta ⓘ |
| [ tʼ ]      | t                           | eiettiva alveolare                    | Ascolta ⓘ |
| [ ʈʼ ]      | ʈ                           | eiettiva retroflessa                  |           |
| [ cʼ ]      | c                           | eiettiva palatale                     |           |
| [ kʼ ]      | k                           | eiettiva velare                       | Ascolta ⓘ |
| [ qʼ ]      | q                           | eiettiva uvulare                      | Ascolta ⓘ |
| [ fʼ ]      | f                           | eiettiva labiodentale fricativa       |           |
| [ θʼ ]      | θ                           | eiettiva dentale fricativa            |           |
| [ sʼ ]      | s                           | eiettiva alveolare fricativa          | Ascolta ⓘ |
| [ ɬʼ ]      | ɬ                           | eiettiva laterale fricativa           |           |
| [ xʼ ]      | x                           | eiettiva velare fricativa             |           |
| [ χʼ ]      | χ                           | eiettiva uvulare fricativa            |           |
| [ tsʼ ]     | ts                          | eiettiva alveolare affricata          |           |
| [ tɬʼ ]     | tɬ                          | eiettiva alveolare laterale affricata |           |
| [ cʎ̝̥ʼ ]     | cʎ̝̥                          | eiettiva palatale laterale affricata  |           |
| [ tʃʼ ]     | tʃ                          | eiettiva postalveolare affricata      |           |
| [ ʈʂʼ ]     | ʈʂ                          | eiettiva retroflessa affricata        |           |
| [ kxʼ ]     | kx                          | eiettiva velare affricata             |           |
| [ kʟ̝̊ʼ ]     | kʟ̝̊                          | eiettiva laterale velare affricata    |           |